# CLS (コマンド)
CLS (シーエルエス、clear the screen、日本語で「画面消去」の意味) はMS-DOS、OS/2、Microsoft WindowsのCOMMAND.COMやcmd.exeで使われる、画面やコンソールウィンドウの出力（表示）内容を消去するコマンドである。ユーザーのコマンド実行履歴を消去するものではない。このコマンドはDEC RT-11オペレーティングシステムでも同様の意味で使用された。他の環境を挙げると、LinuxやUnixでは同等の機能をclearコマンドとして実装している。
元来マイクロソフトがCLSの3文字を画面消去のコマンドとして使用しており、同社のMS-DOSより前の事例として、TRS-80 Color BASICといった8ビットパソコン用に開発された内蔵ROM BASICの方言が存在する。BASICのMS-DOSへの移植としてBASICAやGW-BASICが存在するが、これらもBASICのキーワードとしてCLSコマンドを搭載している。また、マイクロソフト以外によるBASICへの実装としてはBBC MicroのBBC BASICが存在する。CLSコマンドはMicrosoft Windowsの現行のBASICにおいても、フォームの画面やコントロール、それ以上にフォーム上のテキストを消去することに使われる。
BASICであっても必ずしも画面の消去が "CLS" コマンドであるとは限らない。例えばApple IIのApplesoft BASICでは、テキストの消去はHOMEコマンド、グラフィックの消去はGRコマンドで行う。HP BASICではCLEAR SCREENコマンド、パナファコム LKit-16 BASICではERASEコマンドで同等の機能を持つ。
また、同じ "CLS" コマンドでも引数の解釈が異なる場合がある。WindowsのCLSコマンドでは引数は解釈されない。GW-BASICではCLS 1でグラフィック画面を消去するが、N88-BASICではCLS 1はテキスト画面を消去するコマンドであり、CLS 2でグラフィック画面を消去する。